# Jagielno
Jagielno (deutsch Deutsch Jägel) ist ein Dorf in der Gemeinde Przeworno (Prieborn) im Powiat Strzeliński der Woiwodschaft Niederschlesien in Polen.

## Lage
Jagielno liegt ca. 15 südöstlich von Przeworno (Prieborn) und 20 Kilometer südöstlich von Strzelin (Strehlen). Nachbarorte sind Sarby (Schreibendorf) im Westen, Wieliczna (Wilme) im Nordosten, Rogów (Rogau) im Osten und Samborowice (Altschammendorf) im Südosten.

## Geschichte

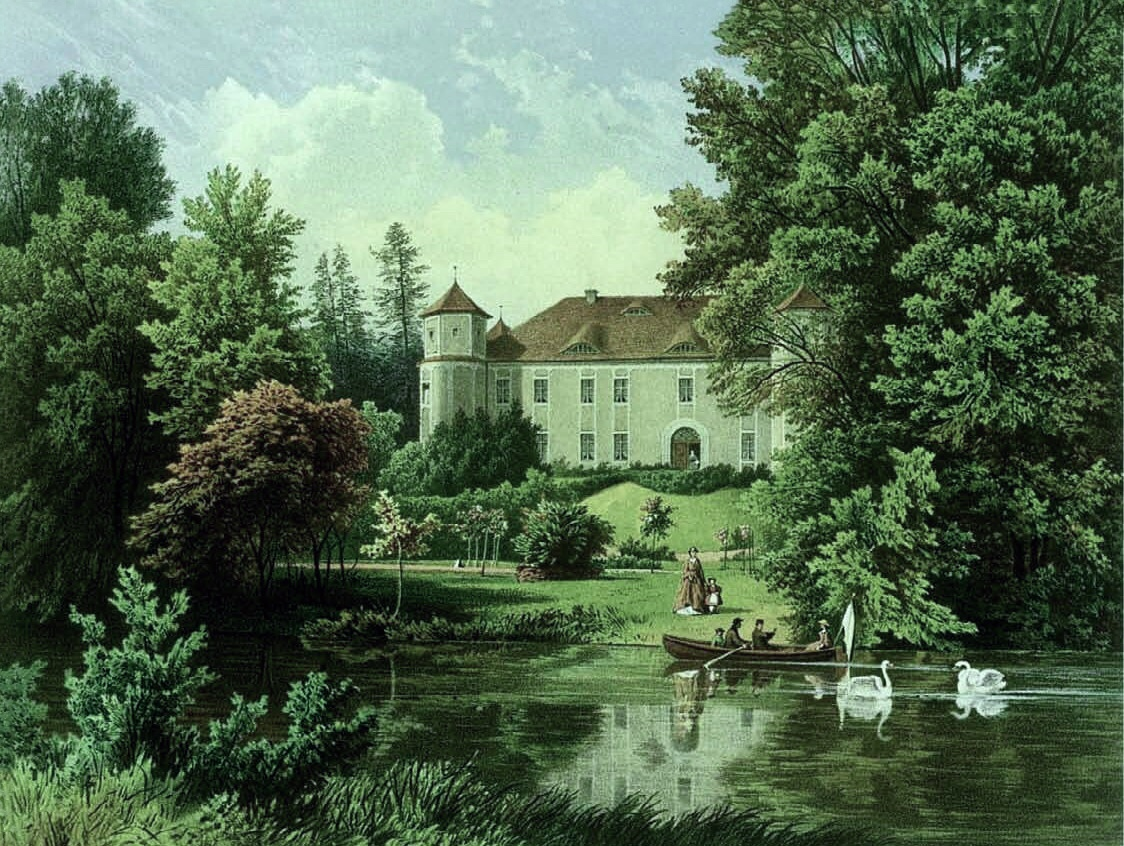
Schloss Deutsch-Jägel nach Alexander Duncker

Deutsch Jägel war im 15. Jahrhundert ein Rittersitz im Besitz der Herren von Borsnitz, die als Raubritter bekannt waren. Deshalb wurde der Rittersitz vom Oelser Herzog Konrad IV. 1443 zerstört. 1469 überließen die Borsnitz ihren Besitz dem Georg von Pogarell. Diese bauten Deutsch Jägel neu auf. 1632 gelangte es durch Heirat an Heinrich von Reder und Türpitz. 1659 erscheint Christoph von Tommendorf aus einem Schweidnitzer Patriziergeschlecht als Herr auf Deutsch-Jägel.
Nach dem Ersten Schlesischen Krieg fiel Deutsch Jägel mit dem größten Teil Schlesiens an Preußen. Im Siebenjährigen Krieg war der Neisser Kommandant Joachim Christian von Tresckow Besitzer des Ortes, der ihn aber nicht halten konnte. Danach kam es zu häufigen Besitzerwechseln, u. a. gelangte es an die Freiherren von Reibnitz sowie an die von Paczensky und Tenczin.
Nach der Neugliederung Preußens gehörte Deutsch Jägel seit 1815 zur Provinz Schlesien und war 1816–1945 dem Landkreis Strehlen eingegliedert. 1889 wurde Deutsch Jägel vom Freiherrn Elter von Dalwig erworben, der das Schloss um zwei Seitenflügel erweiterte und benachbarte Rittergüter aufkaufte. 1909 wurde die Herrschaft Deutsch Jägel von den Grafen Ballestrem erworben. In deren Besitz blieb sie bis 1945. Im Jahre 1910 hatte das Dorf 130, der Gutsbezirk 214 Einwohner, 1939 waren es insgesamt 268. Seit 1874 gehörte Deutsch-Jägel zum Amtsbezirk Schreibendorf.
Nach Ende des Zweiten Weltkriegs wurde Deutsch Jägel 1945 wie fast ganz Schlesien von der Sowjetunion unter polnische Verwaltung gestellt und der Ort in Jagielno umbenannt. Danach begann die Zuwanderung polnischer Bevölkerung. Die deutschen Einwohner wurde 1946 von der örtlichen polnischen Verwaltungsbehörde vertrieben. 1975–1998 gehörte Jagielno zur Woiwodschaft Wałbrzych (Waldenburg).

## Sehenswürdigkeiten
- Schloss Deutsch Jägel aus der 1. Hälfte des 17. Jahrhunderts, derzeit nicht zugängliche Ruine.